# Vettaks
Een vettaks is een accijns die geheven wordt over ongezonde en vette levensmiddelen.
Voorstanders van de "vettaks" pleiten dat ongezond eten ontmoedigd zou moeten worden om dezelfde redenen dat roken en drinken ontmoedigd worden: vanwege individuele gezondheidsrisico's, maar ook om voor de samenleving de hoge medische kosten te verlagen voor het bestrijden van gerelateerde ziekten en arbeidsuitval. Tegenstanders zijn van mening dat burgers zelf verantwoordelijk zijn voor hun eetgedrag en dat het geen taak van de overheid is zich met het privéleven van mensen te bemoeien.

## Toepassingen
In Denemarken werd in 2011 een vettaks ingevoerd maar reeds een jaar later afgeschaft omwille van felle tegenstand en toegenomen bureaucratie.
Uit gezamenlijk onderzoek van de Universiteit van Oxford en de Universiteit van Kopenhagen is gebleken dat consumenten 4% minder verzadigd vet kochten en meer fruit en groenten kochten als reactie op de vettaks in Denemarken.